# Liguriska

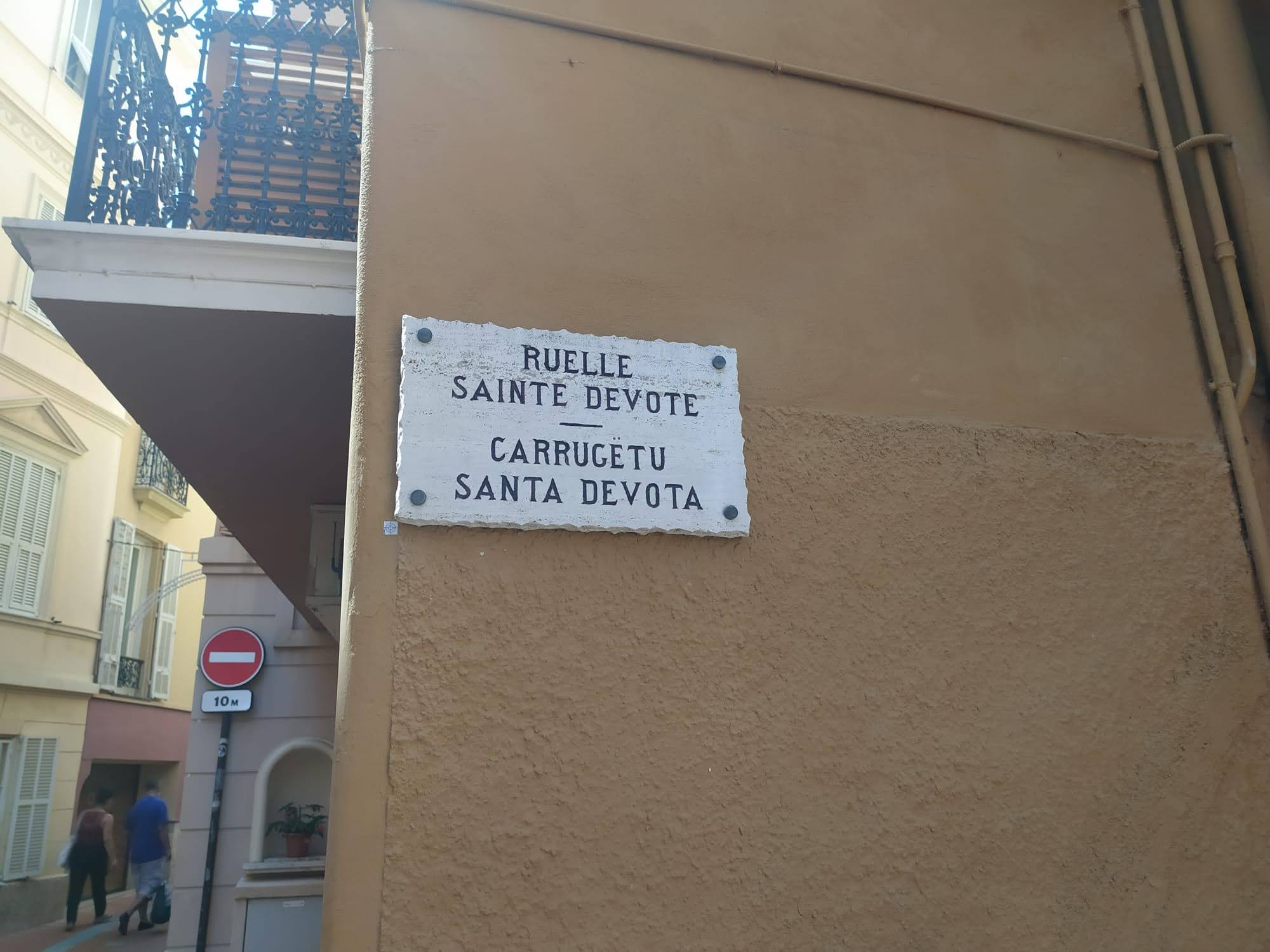
Gatuskylt på liguriska i Monaco.

Liguriska är ett romanskt språk, bestående av galloitaliska (ibland betraktade som italienska) dialekter som talas i Ligurien i norra Italien, Monaco (monegaskiska) och en liten del av Frankrike, närmast italienska gränsen. 
Genuanska eller genuesiska (Zenéize) är en av språkets mest kända dialekter och talas i Genua, Liguriens största stad.